# Младен Казаков
Младен Исаев Казаков е български офицер, генерал-майор.

## Биография
Роден е на 14 януари 1951 г. в Кюстендил. През 1974 г. завършва Висшето военновъздушно училище „Георги Бенковски“ в Долна Митрополия. Започва службата си като младши пилот в авиоескадрила към двадесет и пети изтребителен авиополк, базиран в Чешнегирово. Впоследствие завършва Военновъздушна академия в Русия и Военната академия в София. Бил е командир на ескадрилата, заместник-командир, а в периода 14 септември 1989 – 25 август 1992 г. е командир на двадесет и пета изтребително-бомбардировъчна авиобаза. Между 1992 и 1996 г. е заместник-началник на щаба на корпус Тактическа авиация. На 1 септември 1997 г. е назначен за заместник-командир на корпус „Тактическа авиация“ на ВВС. На 6 май 1998 г. е назначен за заместник-началник на корпус „Тактическа авиация“, считано от 7 май 1998 г. На 7 юли 2000 г. е удостоен с висше военно звание бригаден генерал. На 6 март 2002 г. е назначен за временно изпълняващ длъжността командир на корпус „Тактическа авиация“. На 6 юни 2002 г. е освободен от временно изпълняващ длъжността командир на корпус „Тактическа авиация“ и назначен за заместник-началник на Главния щаб на Военновъздушните сили по подготовка на войските, като на 4 май 2005 г. е преназначен на длъжността. На 25 април 2003 г. е удостоен с висше военно звание генерал-майор.
На 25 април 2006 г. е назначен за заместник-командващ на Военновъздушните сили, считано от 1 юни 2006 г. На 21 април 2008 г. е освободен от длъжността заместник-командващ на Военновъздушните сили и от кадрова военна служба.
Летял е на самолети L-29, МиГ-17 и МиГ-23БН. Летец-първи клас с общ нальот над 3200 часа.